# Fareham (borough)
Fareham – dystrykt w hrabstwie Hampshire w Anglii. W 2011 roku dystrykt liczył 111 581 mieszkańców.

## Miasta
- Fareham

## Inne miejscowości
Portchester, Abshot, Butlocks Heath, Catisfield, Fareham Common, Funtley, Hill Head, Hook, Lower Swanwick, Park Gate, Sarisbury, Stubbington, Swanwick, Titchfield, Titchfield Common, Wallington, Warsash.